# Desmanthus obtusus
Desmanthus obtusus är en ärtväxtart som beskrevs av Sereno Watson. Desmanthus obtusus ingår i släktet Desmanthus och familjen ärtväxter. Inga underarter finns listade i Catalogue of Life.